# تيانشانغ
تيانشانغ (بالصينية: 天长市) هي مدينة من مدن الصين.